# كنزة رود
كنزة رود هي قرية في مقاطعة خدا أفرين، إيران. عدد سكان هذه القرية هو 142 في سنة 2006.